# CEI 62196

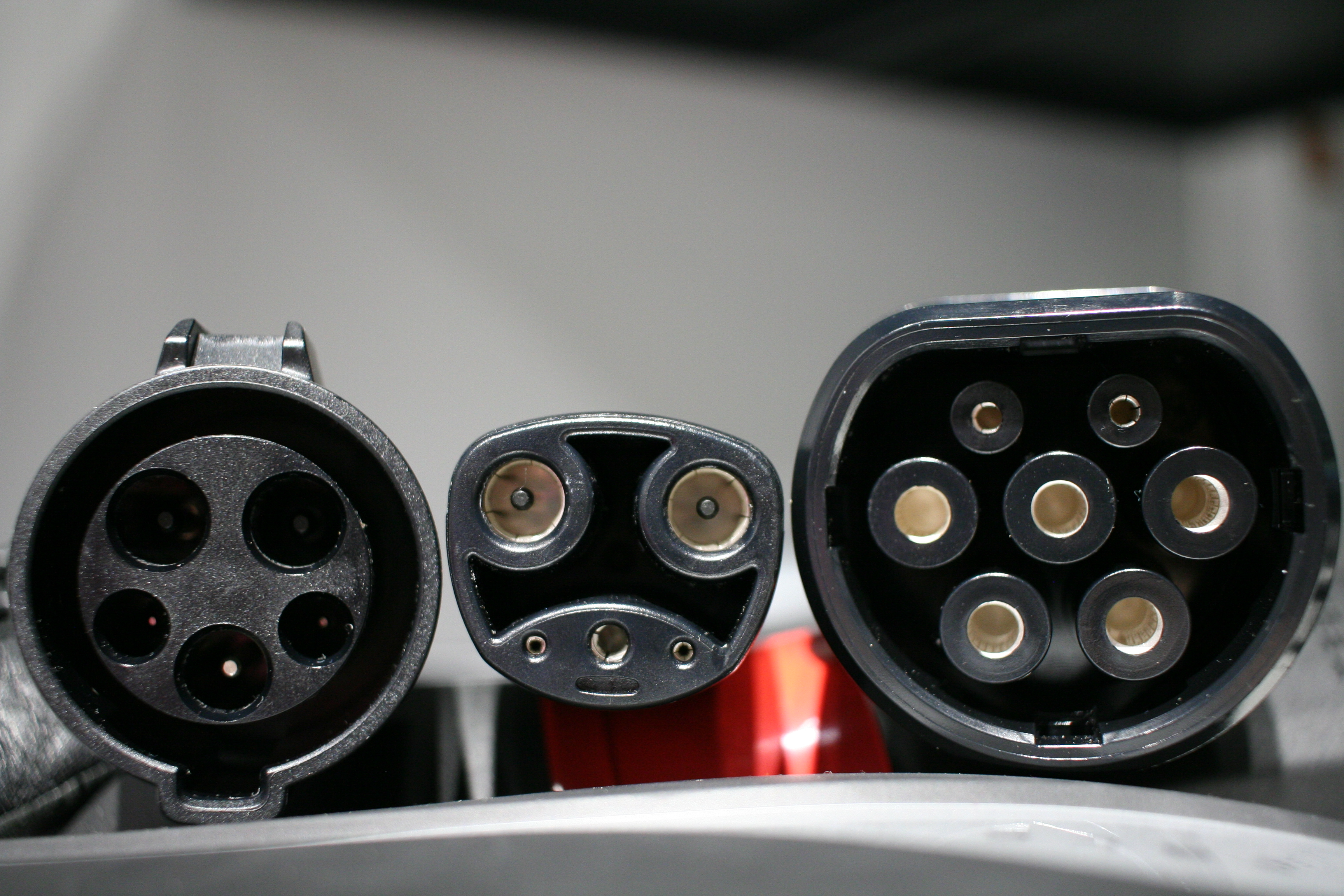
De gauche à droite: connecteur Type 1/SAE J1772 ; connecteur propriétaire Tesla ; connecteur Type 2.

IEC 62196 Fiches, socles de prise de courant, prises mobiles et socles de connecteurs de véhicule - Charge conductive des véhicules électriques est un ensemble de normes internationales qui définissent les exigences et les tests pour les fiches, les prises de courant, les connecteurs de véhicules et les prises de courant pour véhicules électriques et est maintenue par le sous-comité technique SC 23H « Prises de courant pour usages industriels et analogues, et pour Véhicules Électriques » de la Commission électrotechnique internationale (CEI).
Les fiches, socles de prise de courant, prises mobiles et socles de connecteurs de véhicule conformes à ces normes sont utilisés dans les équipements d'alimentation de véhicules électriques conformes aux normes IEC 61851 ou IEC 62752 et dans les véhicules électriques conformes aux normes ISO 17409 ou ISO 18246.
La plupart des fiches, socles de prise de courant, prises mobiles et socles de connecteurs de véhicule conformes à ces normes fournissent des contacts supplémentaires pour prendre en charge des fonctions spécifiques essentielles à la charge des véhicules électriques, par exemple l'alimentation électrique n'est autorisée que si un véhicule est connecté ou l'immobilisation obligatoire d'un véhicule connecté.
Plusieurs parties de cette série de normes ont été publiées en tant que normes européennes (série EN 62196) qui à leur tour ont été publiées en tant que normes britanniques (série BS EN 62196). Des exigences similaires sont contenues dans la norme américaine SAE J1772 qui est largement appliquée aux États-Unis.

## Parties
Les parties suivantes de la série de normes IEC 62196 Fiches, socles de prise de courant, prises mobiles et socles de connecteurs de véhicule - Charge conductive des véhicules électriques ont été publiées:
- IEC 62196-1 – Partie 1: Règles générales
- IEC 62196-2 – Partie 2: Exigences dimensionnelles de compatibilité et d’interchangeabilité pour les appareils à broches et alvéoles pour courant alternatif
- IEC 62196-3 – Partie 3: Exigences dimensionnelles de compatibilité et d’interchangeabilité pour les connecteurs de véhicule à broches et alvéoles pour courant continu et pour courants alternatif et continu
- IEC TS 62196-3-1 – Partie 3-1: prises mobiles et socles de connecteurs de véhicule et fabrication de câbles destinés à être utilisés avec un système de gestion thermique pour la charge en courant continu
- IEC TS 62196-4 - Partie 4: Exigences dimensionnelles de compatibilité et d’interchangeabilité pour les connecteurs de véhicule à broches et alvéoles en courant alternatif, courant continu et courants alternatif/continu pour véhicules électriques légers de classe II et de classe III
- IEC 62196-6 - Partie 6 : Exigences dimensionnelles de compatibilité pour les connecteurs de véhicules à broches et alvéoles à courant continu pour système d'alimentation pour véhicules électriques en courant continu lorsque la protection est réalisée par séparation électrique

Partie supplémentaire de la IEC 62196 en cours de préparation (mars 2024):
- IEC TS 62196-7 - Partie 7 : Adaptateurs de vehicules

## IEC 62196-1

### Contenu
La norme IEC 62196-1 fournit une description générale de l'interface entre un véhicule électrique et une borne de recharge ainsi que des exigences et des tests mécaniques et électriques généraux pour les fiches, les socles de prises de courant, les connecteurs de véhicule et les prises de véhicule destinés à être utilisés pour la recharge des véhicules électriques. Il ne décrit pas de designs spécifiques, qui font l'objet des autres parties de la norme.

### Historique
La première édition de la norme, IEC 62196-1:2003, publiée en 2003, s'appliquait aux fiches, socles de prise de courant, prises mobiles, socles de connecteurs et câbles pour la charge CA ou CC de véhicules électriques avec les tensions et intensités suivants:
- CA: jusqu'à 690 V, jusqu'à 250 A
- CC: jusqu'à 600 V, jusqu'à 400 A.

Les prises et socles types construits conformément à cette édition de la norme utilisaient des contacts en bout à ressort conçus par Avcon et Maréchal Electric.
La deuxième édition, titrée IEC 62196-1:2011, a été publiée en 2011. L'un des principaux changements qu'elle introduisait était l'augmentation de la tension maximale des connecteurs, des socles et des  câbles pour la charge en courant continu (CC) à 1500 V. La préparation de cette édition s'est faite en coordination avec la première édition de la norme IEC 62196-2, qui décrit plusieurs configurations de contacts à broches et manchons pour la charge en courant alternatif (CA).
La troisième édition a été publiée en 2014 sous le numéro IEC 62196-1:2014. Elle compte un ajout important, qui est la description générale d'une « interface combinée » qu'on retrouve dans le Combined Charging System (CCS). Cette édition a été développée parallèlement avec la première édition de l'IEC 62196-3, qui décrit les prises et socles pour la charge CC.
Une quatrième édition a été publiée le 3 mai 2022.

## IEC 62196-2

### Contenu
La norme IEC 62196-2 est une extension de la norme IEC 62196-1 et décrit des designs spécifiques de fiches, socles de prise de courant, prises mobiles et socles de connecteurs destinés à la charge en courant alternatif (CA) des véhicules électriques dans les modes 1, 2 et 3, conformément à la norme IEC 61851-1. Ces designs spécifiques sont regroupés en trois configurations.
Les designs sont décrits avec suffisamment de détails pour assurer la compatibilité entre les produits de différents fabricants.

### Configurations
| Source de courant      | États-Unis         | Union Européenne                                     | Japon              | Chine                 |
| ---------------------- | ------------------ | ---------------------------------------------------- | ------------------ | --------------------- |
| CA monophasé (62196.2) | Type 1 (SAE J1772) | Type 2 (DE, UK) Type 3 (IT, FR; maintenant obsolète) | Type 1 (SAE J1772) | Type 2 (GB/T 20234.2) |
| CA triphasé (62196.2)  | Type 2 (SAE J3068) | Type 2 (DE, UK) Type 3 (IT, FR; maintenant obsolète) | NC                 | Type 2 (GB/T 20234.2) |
| DC (62196.3)           | EE (CCS Combo 1)   | FF (CCS Combo 2)                                     | AA (CHAdeMO)       | BB (GB/T 20234.3)     |
| DC (62196.3)           |                    | MCS (projet)                                         | ChaoJi (projet)    | ChaoJi (projet)       |

#### Type 1

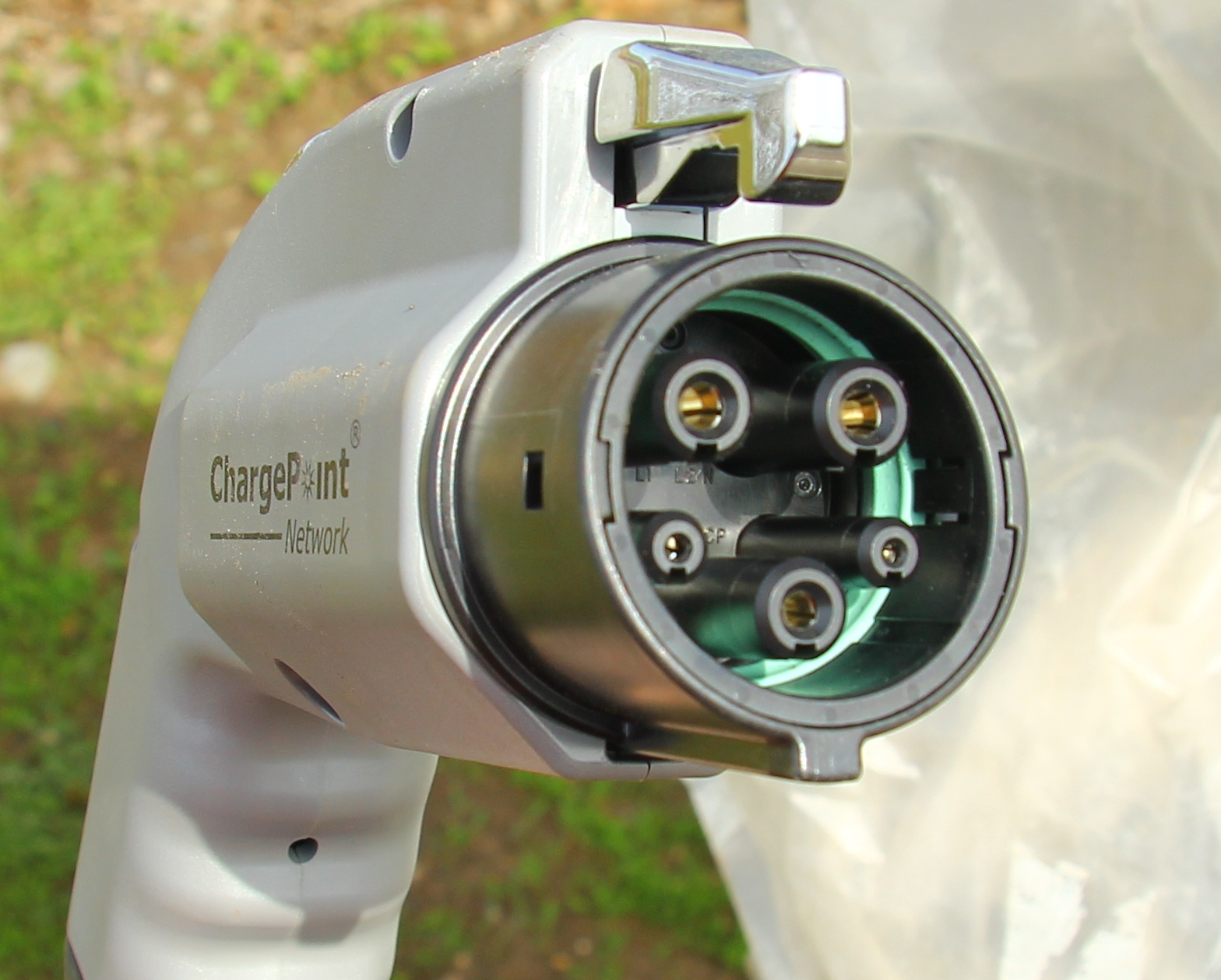
Connecteur Type 1

Cette configuration consiste en un ensemble connecteur et socle de véhicule.
On appelle aussi familièrement l'équipement Type 1 « connecteur Yazaki » ou « connecteur J1772 » car c'est l'équipementier japonais Yazaki qui l'a conçu à l'origine et publié sous la norme SAE J1772.
Le connecteur a une forme ronde, doté dans sa partie basse d'un ergot côté fiche et d'une encoche côté socle (qui servent de détrompeur), et compte cinq contacts à broches et manchons : deux conducteurs CA, un conducteur de protection et deux broches pour la signalisation, un fil pilote de commande (selon IEC 61851-1 Annexe A) et un fil pilote de détection de proximité (à l'aide d'un interrupteur auxiliaire et sans codage de courant, selon IEC 61851-1 Annexe B). Lorsque la fiche est insérée dans le socle du véhicule, elle est maintenue en place par le loquet mécanique dont elle est équipée.
La norme IEC 62196-2 décrit une configuration opérant un courant de fonctionnement de 32 A, et autorise exceptionnellement un courant maximum de 80 A aux États-Unis, où ce courant de fonctionnement plus élevé est également décrit par la norme SAE J1772.
Cette configuration, largement utilisée aux États-Unis et au Japon, est limitée à la charge en monophasé.

#### Type 2

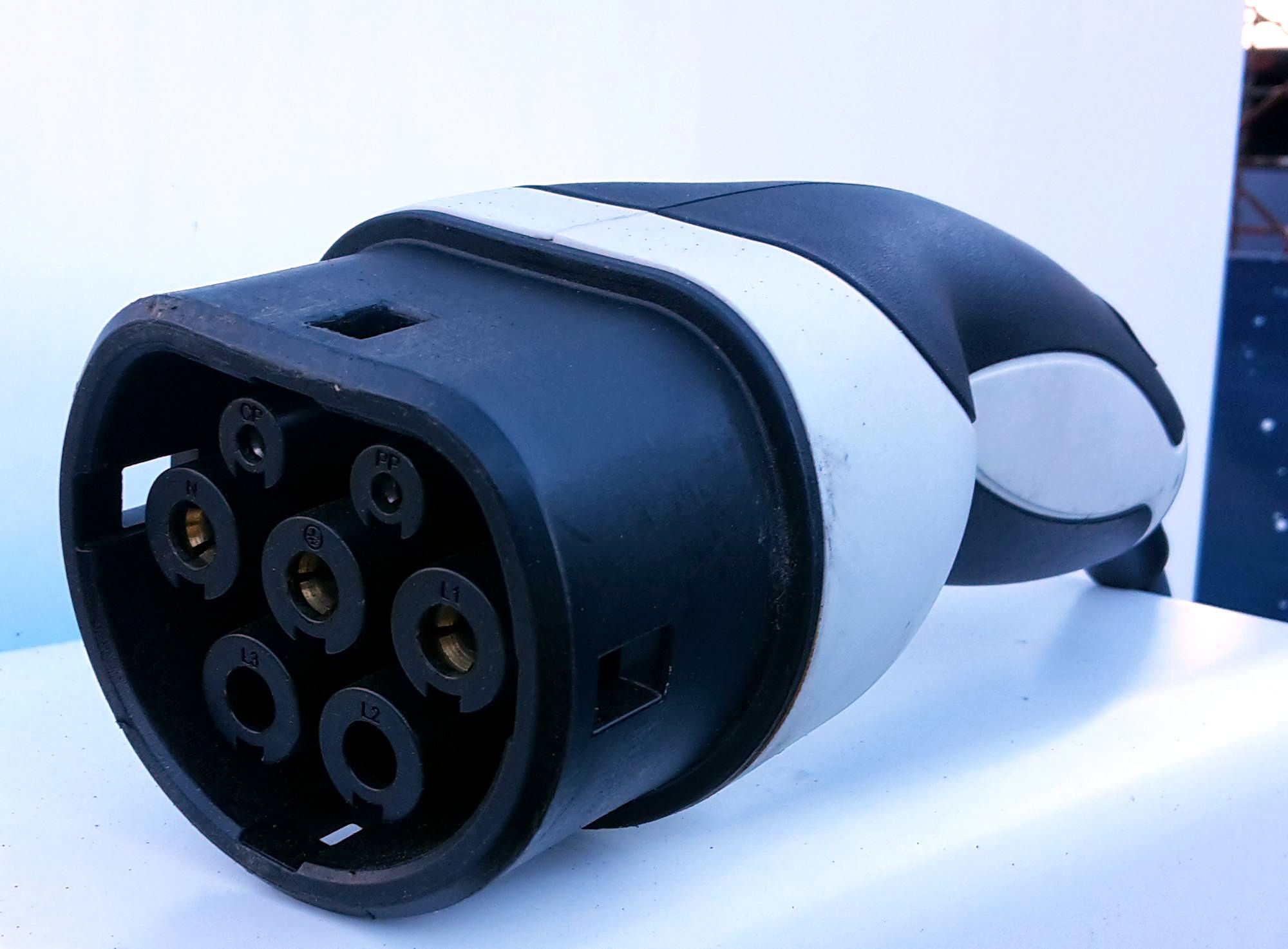
Connecteur Type 2

Cette configuration se compose d'une fiche et d'une prise de courant qui prennent en charge la charge en mode 3, comme décrit dans la norme IEC 61851-1, et d'un connecteur de véhicule, composé d'un fiche de véhicule et d'un socle de véhicule, qui prend en charge la charge en modes 2 et 3. (Dans cette configuration, la IEC 62196-2 décrit en plus un connecteur pour le mode 1 et une entrée pour tous les modes 1, 2 et 3, mais ceux-ci ne sont pas utilisés.)
Le connecteur est aussi appelé le  « connecteur Mennekes » du nom du fabricant Mennekes, qui a créé le design original. Il est de forme circulaire, avec un méplat sur la partie haute qui sert de détrompeur. Il contient sept contacts à broches et manchons, soit quatre conducteurs CA, un conducteur de protection et deux broches de signalisation qui sont utilisées pour la fonction de fil pilote de contrôle (IEC 61851-1 Annexe A) et les fonctions simultanées de fil pilote de détection de proximité et la vérification de la capacité courant (IEC 61851-1 Annexe B). De par leur conception, les contacts ne peuvent pas être touchés par le doigt de test standardisé. Depuis la deuxième édition de la norme, une protection supplémentaire contre le toucher des contacts peut être assurée en option par des obturateurs. Lorsqu'elle est insérée dans un socle de véhicule, la prise est verrouillée en place par un mécanisme spécial. Le même mécanisme est utilisé par le socle de la borne pour verrouiller la fiche en place.
L'intensité de courant maximale prévue par la norme IEC 62196-2 est de 63 A en triphasé et de 70 A en monophasé.
La configuration Type 2 diffère de la proposition initiale de Mennekes publiée en 2009 dans la norme allemande VDE-AR-E 2623-2-2 (et retirée en 2012), lorsque la version allemande de la IEC 62196-2:2011 est devenue disponible. Les broches et les manchons ont été échangés entre la fiche et le socle et les dimensions ont été légèrement modifiées.
Une autre conception similaire (mais pas identique) est décrite par la norme chinoise GB/T 20234.2.
En Union européenne, la réglementation impose que toutes les bornes de recharge publiques AC soient équipées d'une prise de type 2 ou d'un connecteur de type 2.

#### Type 3
Cette configuration se compose de trois groupes comprenant chacun une fiche, une prise de courant et un connecteur (connecteur de véhicule et socle de véhicule).
Le connecteur porte aussi le nom familier de « connecteur Scame », du nom du fabricant Scame qui l'a conçu à l'origine.

### Historique
La première édition, IEC 62196-2:2011, a été publiée en 2011.
La deuxième édition, IEC 62196-2:2016, a été publiée en 2016. Le changement le plus important a été l'introduction d'obturateurs optionnels pour la configuration de type 2.
Une troisième édition a été publiée le 19 octobre 2022.

## IEC 62196-3

### Contenu
La norme IEC 62196-3 est une extension de la norme IEC 62196-3. Elle décrit des designs spécifiques de connecteurs et de prises pour la recharge rapide de véhicules électriques en mode 4, conformément aux normes IEC 61851-1 et IEC 61851-23. Ces designs sont regroupés dans de nombreuses configurations.
Ces designs sont décrits avec suffisamment de détails pour garantir la compatibilité entre différents produits de différents fabricants.
La première édition de la norme a été publiée en 2014 et elle est référencées sous le titre IEC 62196-3:2014.
Une deuxième édition a été publiée le 19 octobre 2022.

### Configurations
Toutes les configurations se composent d'un connecteur et d'une entrée.
Les configurations avec les lettres CC et DD ont été discutées lors des travaux sur le document mais n'ont pas été intégrées à la version publiée de la norme IEC 62196-3:2014.

#### AA

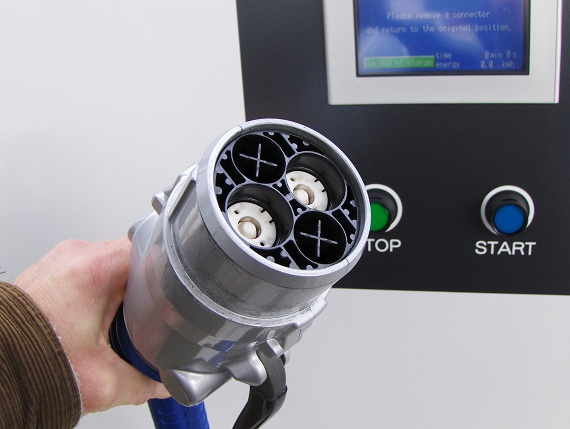
Connecteur CHAdeMO

La configuration AA est familièrement connue sous le nom de « connecteur Chademo », car elle a été cdéveloppée par l'organisation CHAdeMO. La conception originale a été publiée pour la première fois dans la norme japonaise JEVS G105-1993.
Ce connecteur est destiné à être utilisé avec des stations de charge CC qui mettent en œuvre le système A selon la norme IEC 61851-23 et la communication CAN selon la norme IEC 61851-24 Annexe A. Il est principalement utilisé au Japon et dans les pays dont les véhicules électriques sont en majorité japonais.

#### BB
La configuration BB est destinée à être utilisée avec des bornes de recharge en courant continu qui implémentent le système B de la norme IEC 61851-23 et le bus de communication CAN selon la norme IEC 61851-24 Annexe B. Elle est principalement utilisée en Chine, où elle est reprise par la norme GB/T 20234.3.

#### CC et DD
Les configurations CC et DD sont réservées à usage futur.

#### EE
La configuration EE est plus connue sous le nom de « connecteur CCS Combo 1 ». Elle utilise la technologie Combined Charging System qui ajoute deux broches supplémentaires pour la charge rapide en courant continu au connecteur Type 1.
La configuration EE est destinée à être utilisée avec des bornes de recharge CC qui implémentent le système C selon la norme CEI 61851-23 et le protocole de communication API selon la norme IEC 61851-24 Annexe C et ISO 15118-3. Cette configuration est surtout utilisé aux États-Unis, où elle est reprise par la norme SAE J1772.

#### FF
La configuration FF est plus connue sous le nom de « connecteur CCS Combo 2 ». Elle utilise la technologie Combined Charging System qui ajoute deux broches supplémentaires pour la charge rapide en courant continu au connecteur Type 2.
La configuration FF est destinée à être utilisée avec des bornes de recharge CC qui implémentent le système C selon la norme CEI 61851-23 et le protocole de communication API selon la norme IEC 61851-24 Annexe C et ISO 15118-3.
Cette configuration est un standard global. La réglementation européenne impose que toutes les bornes de recharge rapide soient équipées de connecteurs en configuration FF. On le rencontre également en Inde.

## IEC TS 62196-3-1
Cette norme technique de la CEI décrit comment utiliser des câbles de sections plus petites pour relier les connecteurs de véhicule et les prises de courant conformes à la norme IEC 62196-3 grâce à une gestion thermique qui utilise des capteurs thermiques pour ajuster dynamiquement le courant afin de limiter l'échauffement du faisceau de câbles. Ce document a été publié en version finale le 26 mars 2020.

## IEC TS 62196-4
Cette spécification technique CEI étend la norme CEI 62196-1 et décrit des conceptions spécifiques de fiches, socles de prises de courant, prises et socles de véhicules et socles de connecteurs véhicule destinées à la charge CC conformément aux spécifications de la norme CEI 61851-3, où la protection contre les chocs électriques est assuré par une isolation double ou renforcée. La tension de fonctionnement maximale est de 120 V pour un courant nominal allant jusqu'à 60 A. Une application typique concerne les véhicules électriques légers. Ce document a été publié en version finale le 19 octobre 2022.

## IEC 62196-6
Cette spécification technique est une extension de la norme CEI 62196-1 et doit décrire des connecteurs de véhicule destinés à être utilisés pour des systèmes de charge conductive en courant continu des véhicules électriques via des circuits (qui seront spécifiés dans la norme CEI 61851-25), où la protection contre les chocs électriques est assurée par une séparation électrique des circuits primaire et secondaire. La tension de fonctionnement maximale est de 120 V pour un courant nominal allant jusqu'à 100 A. Une application typique sera les véhicules électriques légers. Ce document a été publié en version finale le 22 avril 2022.